# Phil Leakey
Pour les articles homonymes, voir Leakey.
Phil Leakey (né le 4 mai 1908 à Londres et mort le 26 novembre 1992  dans la même ville) est un maquilleur britannique. 

## Biographie
Phil Leakey est, avec Roy Ashton, le maquilleur emblématique des productions Hammer Films.

## Filmographie partielle
- 1953 : Le Saint défie Scotland Yard de Seymour Friedman
- 1955 : Le Monstre de Val Guest
- 1957 : Le Redoutable Homme des neiges de Val Guest
- 1957 : Frankenstein s'est échappé de Terence Fisher
- 1958 : L'Homme au masque de verre de Guy Green
- 1958 : Le Cauchemar de Dracula de Terence Fisher
- 1958 : La Revanche de Frankenstein de Terence Fisher
- 1965 : Ipcress - danger immédiat de Sidney J. Furie
- 1975 : Les temps sont durs pour Dracula de Clive Donner